# تفکر، سریع و آهسته

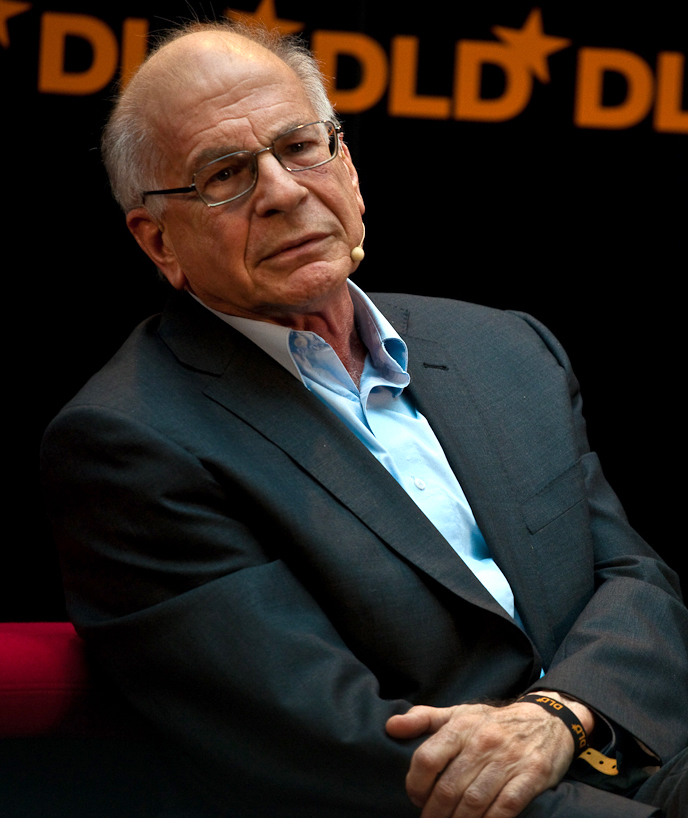
دنیل کانمن، نویسنده کتاب

تفکر، سریع و آهسته (انگلیسی: Thinking, Fast and Slow) کتابی است که در سال ۲۰۱۱ توسط دانیل کانمن، برنده جایزه نوبل در اقتصاد منتشر شد. این کتاب خلاصه‌ای از تحقیقاتش در چندین دهه است. او اغلب پژوهش‌هایش را با همکاری آموس تورسکی انجام می‌داد.
این کتاب سه مرحله زندگی پژوهشی او را شامل می‌شود: اولین اقدامات او در تحقیق درباره ی سوگیری شناختی، کار پژوهشی او در ارائه نظریه چشم انداز و پژوهش‌های اخیر او در باب شادکامی.
کانمن در این کتاب سوگیری‌های شناختی مختلفی را بررسی می‌کند؛ او در ابتدا مغز انسان را به دو سیستم تقسیم می‌کند که هر یک ویژگی‌های مشخصی دارند. این سیستم‌ها عبارتند از:
- «سیستم ۱» که به‌طور خودکار و سریع و احساسی کار می‌کند و معمولاً تلاش زیادی به خرج نمی‌دهد.
- در مقابل، سیستم ۲ کندتر است، نیاز به تلاش بیشتری دارد و سیستماتیک و منطقی کار می‌کند.

این کتاب در ایران تا کنون توسط ناشران بی‌شماری ترجمه و منتشر شده است. ناشران، عنوان این کتاب را عموما تفکر سریع و کند و یا همین عنوان تفکر سریع و آهسته انتخاب کرده‌اند.

## خلاصه کتاب
این کتاب شامل سه بخش از مراحل کاری کانمن است: کارهای اولیه، یعنی سوگیری‌های شناختی، سپس نظریه چشم‌انداز و پس از آن پژوهش‌هایی در زمینه شادکامی است. محور اصلی کتاب دوگانگی میان حالت اندیشه است: سیستم دو آهسته تر، خودخواسته تر و منطقی تر است، در حالی که سیستم یک سریع، غریزی و احساسی است. این کتاب ترسیم سویه‌گیری‌های شناختی در ارتباط با هر نوع تفکر است که با پژوهش‌های خود کانمن دربارهٔ نفرت از باخت آغاز می‌شود. این کتاب، با پشتوانه چند دهه پژوهش‌های دانشگاهی، نشان می‌دهد که افراد، با تغییر چارچوب پرسش و جایگزین کردن پرسش‌های ساده‌تر، در حقیقت به قضاوت‌های انسانی اهمیتی بیش از حد می‌دهند. کانمن، با شرح کارکرد دو سیستم، تلاش می‌کند نشان دهد که چه وقت می‌توانیم در تصمیم‌گیری‌های مربوط به زندگی و تجارت به بینش و شهودیات خود اطمینان کنیم و چه زمانی از آن بپرهیزیم و با شیوه شناخت سویه گری‌های ذهنی چگونه می‌توانیم از اشتباهات اجتناب کنیم. این کتاب برنده جایزه بهترین کتاب آکادمی ملی علوم و جایزه کتاب لس آنجلس تایمز و برگزیده منتقدان کتاب نیویورک تایمز به عنوان یکی از ده کتاب سال ۲۰۱۱ شناخته شده‌ است.

## نظریه چشم انداز
کانمن نظریه چشم انداز را، که مبنای جایزه نوبل او بود، توسعه داد، تا خطاهای تجربی را که وی در نظریه کاربرد دانیل برنولی مشاهده کرده بود، در نظر بگیرد. این نظریه فرضیه‌های منطقی را ارائه می‌دهد که انتخاب واقعی افراد را منعکس نمی‌کند، زیرا آنها سوگیری‌های رفتاری را مورد توجه قرار نمی‌دهند. به عنوان مثال، ممکن است به‌طور عقلانی فرض شود که فرد ارزش دوگانه ای را برای یک احتمال خاص تعیین می‌کند، اگر نسبت ضریب احتمال اولیه را چند برابر کنیم. اگر او ۱۰٪ شانس برنده شدن یا ۲۰٪ داشته باشد، احتمال دوم را دو برابر ارزش اول احتمال می‌دهد، اما آزمایش‌ها عکس آن را نشان می‌دهد.

## بررسی دو سیستم
در فصل اول کتاب، کانمن دو سیستم مختلف را توصیف می‌کند که در آن مغز ایده‌هایی را ایجاد می‌کند که در نهایت «شناخت» را تشکیل می‌دهند:
- سیستم ۱: سریع، اتوماتیک، تکراری، عاطفی، آگاه، کلیشه ای است.
- سیستم ۲: آهسته، تلاش مصرفی، تکراری، منطقی، محاسباتی، آگاهانه نیست.

کانمن تعدادی از آزمایش‌ها را با هدف روشن کردن تفاوت بین این دو سیستم و نحوه رسیدن به نتایج متفاوت از ورودی‌های مشابه ارائه می‌دهد. اصطلاحات و مفاهیم شامل هماهنگی، تمرکز، رنج، پیوند، رسیدن به نتیجه‌گیری و اینکه چگونه یک فرد به قضاوت شخصی می‌رسد می‌باشد.